# Bob Beamon
Robert „Bob” Beamon (ur. 29 sierpnia 1946 w Nowym Jorku) – amerykański lekkoatleta, uczestnik Igrzysk Olimpijskich w Meksyku w 1968. Zdobywca złotego medalu w skoku w dal.
Był faworytem przed igrzyskami po wygraniu 22 z 23 zawodów w 1968. Jego rekord życiowy wynosił 8,33 m. Na igrzyskach, 18 października, oddał „skok marzeń” (zwany też „skokiem w XXI wiek”) na odległość 8,90 m. Poprawił tym samym poprzedni rekord świata należący do Ralpha Bostona z 1965 i Igora Ter-Owanesiana z 1967 aż o 55 cm. Przetrwał on do 1991, kiedy na Mistrzostwach Świata w Lekkoatletyce w Tokio pobił go Mike Powell, uzyskując 8,95 m. Na tych samych zawodach Carl Lewis uzyskał wynik 8,87 m, czyli rezultat Boba Beamona jest do tej pory drugim rezultatem na liście wszech czasów oraz aktualnym rekordem olimpijskim.
Swój rekordowy wynik Beamon zawdzięcza życiowej formie i sprzyjającym warunkom atmosferycznym. Po igrzyskach, głównie na skutek kontuzji nie zbliżył się już do tego rezultatu.
Srebrny medalista igrzysk panamerykańskich (1967). Beamon był mistrzem Stanów Zjednoczonych (AAU) w 1968 i 1969, a także dwukrotnym halowym mistrzem kraju (1967 i 1968). W 1968 został podwójnym halowym mistrzem NCAA – oprócz złota w skoku w dal był także najlepszy w trójskoku.